# Marleen Geuzendam
Marleen Geuzendam (25 november 1983) is een Nederlands langebaanschaatsster. 
In 2005 en 2006 deed Geuzendam mee aan de NK Allround en NK Afstanden.

## Records

### Persoonlijke records[3]
| Afstand    | Tijd    | Datum            | Baan       |
| ---------- | ------- | ---------------- | ---------- |
| 500 meter  | 42,36   | 12 november 2005 | Heerenveen |
| 1000 meter | 1.22,83 | 19 februari      | Heerenveen |
| 1500 meter | 2.01,03 | 22 maart         | Calgary    |
| 3000 meter | 4.14,44 | 21 maart         | Calgary    |
| 5000 meter | 7.41,74 | 15 januari       | Groningen  |